# Dasydorylas lamellifer
Dasydorylas lamellifer är en tvåvingeart som först beskrevs av Perkins 1905.  Dasydorylas lamellifer ingår i släktet Dasydorylas och familjen ögonflugor. Inga underarter finns listade i Catalogue of Life.